# Hiposmia
Hiposmia – zmniejszona zdolność do wyczuwania zapachów. Powiązanym stanem jest anosmia, w którym węch jest zniesiony. Może ją powodować wiele chorób, m.in. alergiczny nieżyt nosa, narażenie na działanie toksyn, choroby autoimmunologiczne, uraz głowy, zespół Downa, choroba Alzheimera, schizofrenia i stwardnienie rozsiane. Hiposmia jest również częstym (około 90%) oraz wczesnym objawem choroby Parkinsona. Może prowadzić do nadmiernego dodawania soli do potraw.